# Donald McDonald Dickinson
Donald McDonald Dickinson (17 gennaio 1846 – 15 ottobre 1917) è stato un politico statunitense.

## Biografia
Fu il trentaquattresimo direttore generale delle poste degli Stati Uniti sotto il presidente degli Stati Uniti Grover Cleveland (ventiduesimo presidente).
Nato nella contea di Oswego, stato di New York, la sua famiglia si trasferì nello stato del Michigan quando lui aveva due anni. Si è laureato all'università del Michigan terminandolo nel 1867
Gli era stato offerto la carica di United States Civil Service Commission, ma rifiutò. Alla sua morte il corpo venne seppellito nel cimitero di Elmwood in Detroit, Michigan.

## Riconoscimenti
La contea di Dickinson, Michigan è stata chiamata così in suo onore.